# Caserío Irazugoikoa
El caserío Irazugoikoa en Cizúrquil (Provincia de Guipúzcoa, España) es un edificio construido en el primer cuarto del siglo XVI, época a la que pertenecen los muros de sillarejo y la estructura de madera. Fue reformado en el siglo XVIII, época en la que se avanzó la fachada principal y se construyó el resto de los muros de mampostería.

## Descripción
Se trata de un caserío de planta casi cuadrada, de 18,5 x 18 m. Dos plantas y desván. Cubierta de madera a dos aguas en teja canal, con gallur perpendicular a la fachada principal de orientación S. Muros perimetrales de mampostería y sillarejo gótico.
La fachada principal S está construida en mampostería con piedra sillar en los esquinales. El hastial, en otro tiempo abierto, presenta en su centro una horquilla de madera en la que se apoya el gallur, y hoy está cerrado con tabique de ladrillo. El acceso al edificio, en la planta baja, se efectúa por una puerta adintelada recercada de piedra sillar. En esta planta existen también otros tres huecos de ventanas, uno de ellos recercado de piedra sillar. En la primera planta, hay un balcón antepechado y tres ventanas de distintas proporciones, La fachada E es de mampostería con parte de sillarejo gótico en la zona N. Presenta en la planta baja dos puertas de acceso, una de ellas recercada de sillar y dos huecos de ventana situados al lado de las citados accesos. En la primera planta posee tres vanos de ventanas abiertos en el bajocubierta. La fachada N está construida en sillarejo gótico en su planta baja y parte de la primera planta. A partir de ésta, es de mampostería y alcanza hasta el hastial. 
Presenta en la planta baja un portón con un arco apuntado dovelado. Además, otro hueco de ventana y una larga y estrecha saetera completan esta planta. A la altura de la primera planta se abren tres huecos de ventana recercados de piedra sillar, que guardan simetría. Finalmente, se abre un portón con un gran balcón volado, con baranda de hierro, que sustituyó a una anterior rampa de acceso directo a la primera planta, hoy desaparecido. La fachada W está totalmente construida en sillarejo gótico y no tiene huecos visibles, salvo una ventana abierta en la planta baja que sustituyó a una antigua y estrecha saetera que poseía en este lugar.
La estructura interior del caserío Irazugoikoa se apoya en ocho postes-ejes enterizos y dos bernias de un antiguo lagar de viga gótico que se eleva en el eje del caserío. Además, posee otro poste no visible desde el exterior que proviene de la antigua fachada principal S que tenía el edificio. Los citados postes están ensamblados con vigas y reforzados con tornapuntas dobles. El ensamblaje se realiza en colas de golondrina. En uno de los postes-ejes de la planta baja presenta un rebaje en semicírculo que, posiblemente, pertenezca a la antigua mesa abatible o "zizailu" ubicada en la antigua cocina de hogar central que poseía este caserío. También posee restos de una escalera original del siglo XVI y canales de ensamblaje de cierres de tablazón machihembrado. 